# Ralph Fowler
Sir Ralph Howard Fowler (Fedsen, 17 gennaio 1889 – Cambridge, 28 luglio 1944) è stato un fisico e astronomo britannico.

## Biografia
Compì i primi studi nell'ambiente domestico per poi frequentare la scuole preparatoria di Evans a Horris Hill e al Winchester College. Vinse una borsa di studio per il Trinity College dell'Università di Cambridge, dove studiò matematica, ottenendo il titolo di Wrangler nella II parte del Tripos.
Durante la prima guerra mondiale combatté nell'artiglieria della Royal Marines, e fu ferito in modo grave a una spalla, nei Dardanelli, durante la campagna militare di Gallipoli. A causa della ferita fu presentato ad Archibald Hill, che ne notò le grandi capacità nell'ambito della fisica. Lavorò come secondo di Hill, dando grandi contributi nell'ambito dell'aerodinamica, per i quali fu premiato con l'Ordine dell'Impero Britannico nel 1918.
Nel 1919 Fowler tornò al Trinity College, dove fu nominato lettore in matematica nel 1920. In questo periodo si occupò soprattutto di termodinamica e meccanica statistica, fornendo un nuovo approccio alla chimica fisica. Assieme ad Arthur Milne scrisse un'opera riguardante gli spettri stellari, la temperatura e la pressione.
Nel 1921 sposò Eileen Mary (1901-1930), figlia di Ernest Rutherford, dalla quale ebbe quattro figli, due maschi e due femmine. Eileen morì dopo aver dato alla luce il quarto figlio.
Nel 1925 divenne membro della Royal Society; l'anno seguente lavorò con Paul Dirac sulla meccanica statistica delle nane bianche, il che gli fruttò, nel 1932, la cattedra di fisica teorica al Cavendish Laboratory.
Nel 1939, allo scoppio della seconda guerra mondiale, riprese il suo lavoro amministrativo, a dispetto dei problemi di salute, e fu scelto come collegamento scientifico col Canada e gli Stati Uniti; conosceva molto bene l'America, in quanto gli furono offerte diverse cattedre dalle università di Princeton e del Wisconsin-Madison. Per via di questo lavoro di collegamento fu creato cavaliere del MAUD Committee nel 1942. Tornò in Gran Bretagna poco prima del termine della guerra, dove assunse l'Ordnance Board e l'Ammiragliato per alcune settimane, prima di morire nel 1944.
Quindici membri della Royal Society e tre Premi Nobel ebbero rapporti con Fowler tra il 1922 e il 1939. Oltre a Milne, Fowler lavorò con Arthur Eddington, Subrahmanyan Chandrasekhar, Paul Dirac, William McCrea. Fu Fowler ad introdurre Paul Dirac alla teoria dei quanti nel 1923. Lo stesso Fowler mise in contatto Dirac e Werner Heisenberg con Niels Bohr. A Cambridge supervisionò gli studi dottorali di 64 studenti, tra i quali lo stesso Dirac, John Lennard-Jones e Garrett Birkhoff.

## Riconoscimenti
A lui e al connazionale astronomo Alfred Fowler è intitolato l'omonimo cratere lunare.